# Chris Beath
Chris Beath (1984. november 17. –) ausztrál nemzetközi labdarúgó-játékvezető. 2023. június 1-én jelentette be visszavonulását a játékvezetéstől.

## Pályafutása

### Nemzeti játékvezetés
Beath 2005 és 2023 dolgozott játékvezetőként az ausztrál bajnokságban, valamint 2015-ben két mérkőzést vezetett a japán élvonalban.

### Nemzetközi játékvezetés
Beath 2011 és 2023 között volt FIFA nemzetközi játékvezető. Első válogatott mérkőzése 2012. február 24-én egy Japán-Izland Kirin-kupa mérkőzés volt. 

#### Olimpia
Beath vezette a 2020-as nyári olimpiai férfi labdarúgótornájának a döntőjét.

##### 2020-as nyári olimpia
| Időpont            | Helyszín | Mérkőzés típusa | Mérkőzés               | Eredmény   |
| ------------------ | -------- | --------------- | ---------------------- | ---------- |
| 2021. augusztus 7. | Jokohama | Döntő           | Brazília-Spanyolország | 2–1 (h.u.) |

#### Világbajnokság
Beath a 2022-es labdarúgó-világbajnokságon a Mexikó-Lengyelország (0–0) csoportmérkőzésen fújta a sípot.

##### 2022-es világbajnokság
| Időpont            | Helyszín | Mérkőzés típusa | Mérkőzés             | Eredmény |
| ------------------ | -------- | --------------- | -------------------- | -------- |
| 2022. november 22. | Doha     | Csoportkör      | Mexikó-Lengyelország | 0–0      |

#### Nemzetközi kupadöntők
Beath fújta a sípot a 2021-es FIFA-klubvilágbajnokság döntőjében.

##### FIFA-klubvilágbajnokság
| Időpont           | Helyszín  | Mérkőzés típusa | Mérkőzés          | Eredmény |
| ----------------- | --------- | --------------- | ----------------- | -------- |
| 2022. február 12. | Abu-Dzabi | Döntő           | Chelsea–Palmeiras | 2–1      |